# A katinyi mártírok emlékműve
A katinyi mártírok emlékműve Budapest III. kerületében, a Katinyi mártírok parkjában található.

## Története
A katinyi vérengzés áldozatai emlékének megörökítésére 2008. szeptember 29-én Budapest Főváros Önkormányzata és a Lengyel Köztársaság Kormánya nyilvános nemzetközi pályázatot írt ki a Katinyi mártírok emlékműve tervezésére. 

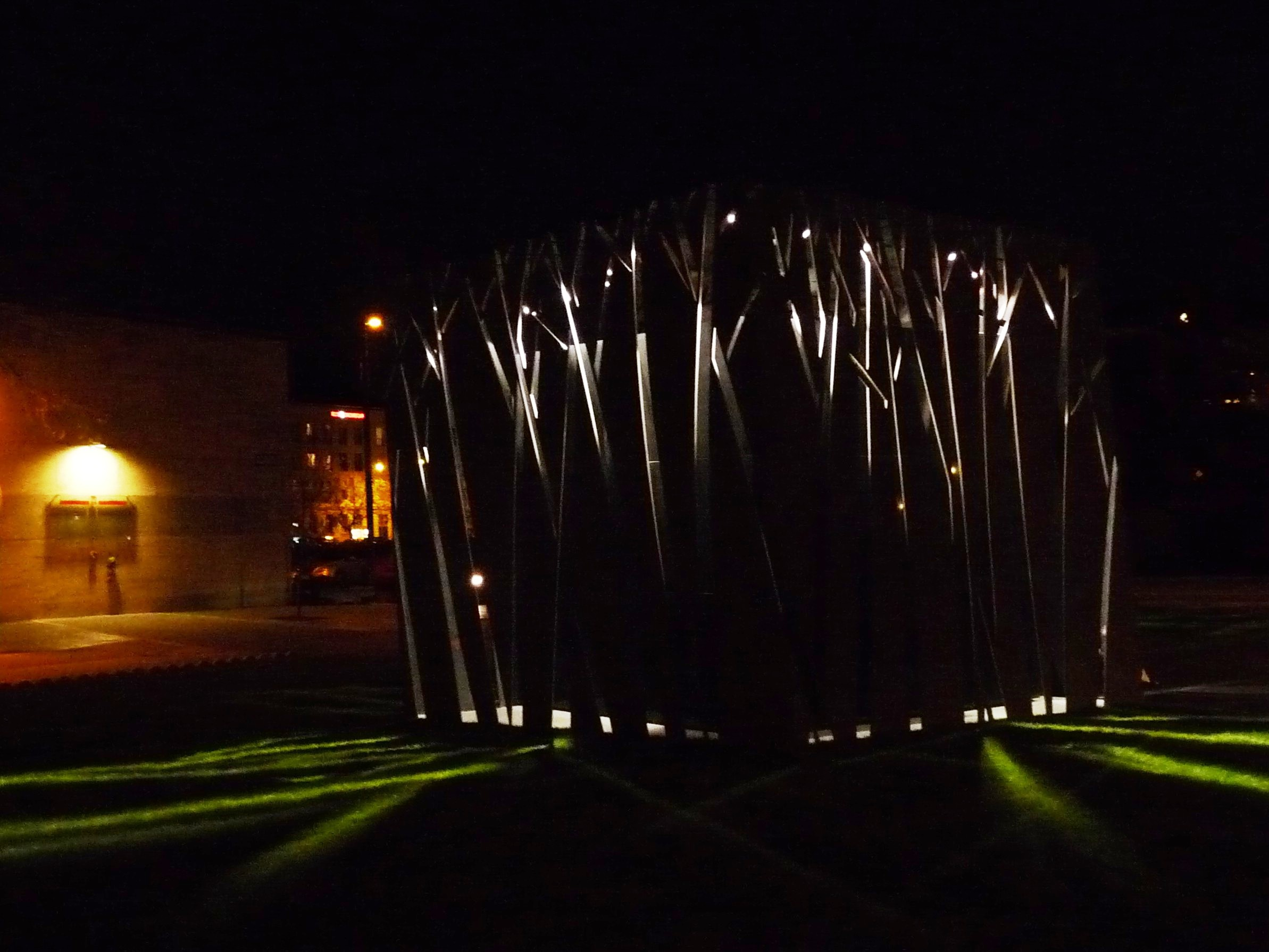
Az emlékmű éjjel

Felállítási helyéül Óbudán a Nagyszombat utca – Bécsi út – Óbudai Árpád Gimnázium – Szőlő utca által határolt közterületet jelölték ki, amelyet Katinyi mártírok parkjának neveznek el. A névadásra 2008. október 29-én került sor, ezzel a közép-európai fővárosok közül elsőként Budapesten került sor katinyi emlékhely kialakítására. Vele egyidejűleg Lengyelország nemzeti zászlajának színeivel és az állami címerével ellátott magyar–lengyel–angol háromnyelvű üvegtáblát helyeztek el a gimnázium falán, a tér Szőlő utcai oldalán pedig két, V-alakban elhelyezett, téglalap alakú virágágyást alakítottak ki; amelyekben a kiültetett virágok a magyar, illetve a lengyel zászlók színeit idézték.
Az emlékműpályázatot Széri-Varga Géza szobrászművésznek és fiának, Széri-Varga Zoltán építésznek „a valóság egyszerű, világos, közérthető, didaktikus átiratát” nyújtó terve nyerte. Az elkészült alkotást a lengyel és a magyar államfő jelenlétében avatták fel, 2011. április 8-án. Az újjáépített park Bécsi út felőli oldalán két emléktölgyet ültettek a mészárlás két magyar származású áldozata, Korompay Emánuel Aladár egyetemi lektor és Oskar Rudolf Kuehnel tüzértiszt emlékére.

## Leírása

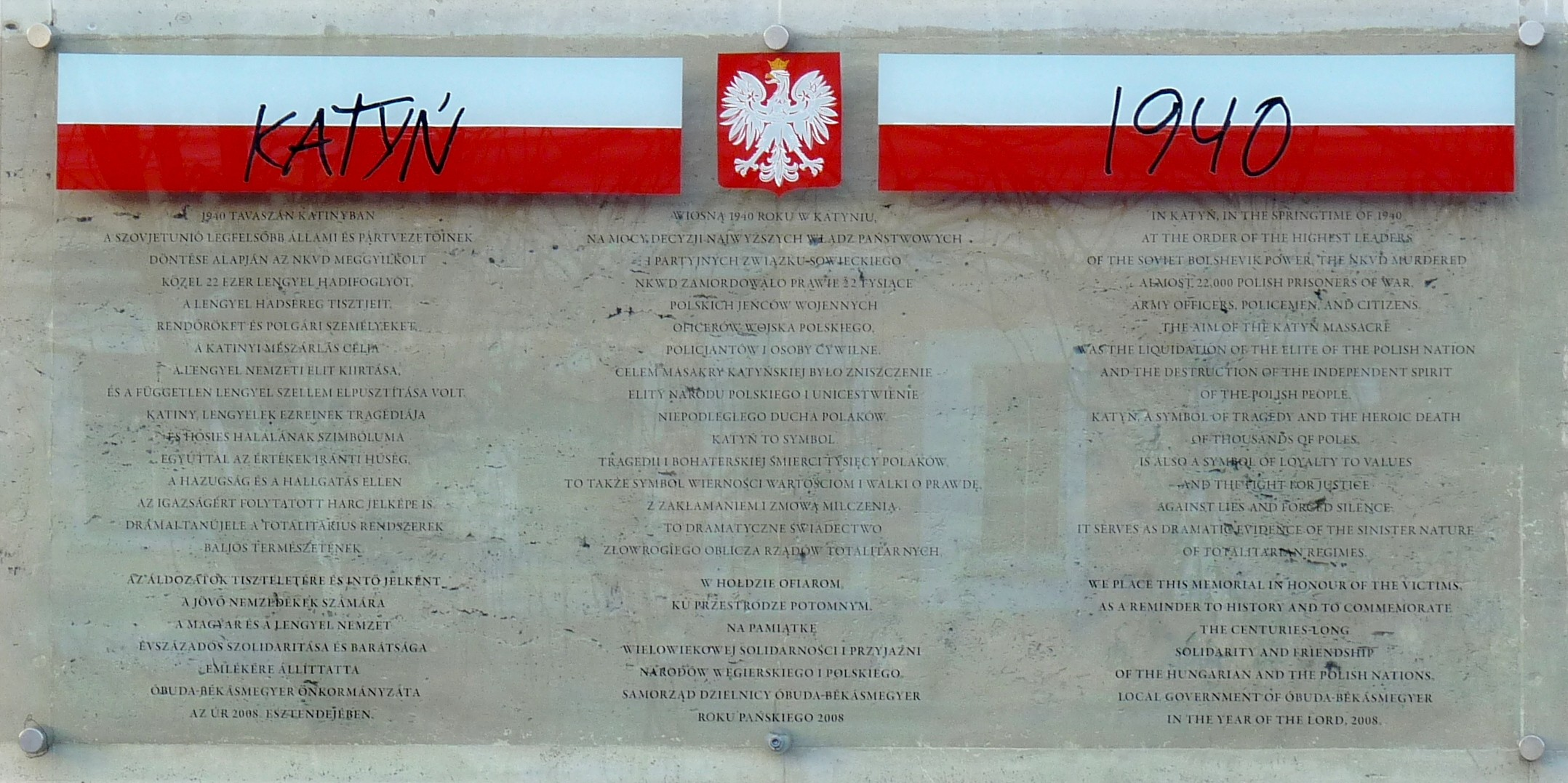
Emléktábla az Árpád Gimnázium falán

A rendkívül modern és erőteljes megfogalmazású terv alkotói az „Erdőben elkövetett gyilkosság” címet adták.
Az emlékmű magját az évtizedeken át elhallgatott titkot jelképező szabályos alakú, óriási, fekete gránitkocka képezi, amit egy közel négyméteres, áttört felületű, megbillent rozsdás vaskocka rejt. Az áttört felület rajzolata erdőt mintáz, emlékeztetve a mészárlás helyszínére, a dőlés pedig a szél, a vihar miatt hajladozó, néhol fejfára emlékeztető fákat jelképezi. Éjszakánként az emlékmű belső megvilágítást kap.